# Александрийская богословская школа
Александрийская богословская школа — ветвь ранней патристики, которая вместо следования букве новозаветных писаний (на чём настаивала Антиохийская школа)  развивала аллегорический метод истолкования Библии. Например, слова Иисуса о том, что легче верблюду пройти в игольное ушко, чем богатому попасть в Царствие Небесное, Климент Александрийский истолковывал в том смысле, что «Писание требует от нас не отказа от собственности, но отказа от чрезмерной привязанности к собственности».
Огласительное училище в Александрии, которое отстаивало желательность сближения христианского вероучения с эллинской философией, было основано в первой половине II века св. Пантеном, от которого сохранилось только имя. Это было первое в христианском мире высшее учебное заведение, и св. Иероним приписывал его основание самому апостолу Марку.
После Пантена во главе школы стояли выдающиеся философы Климент Александрийский, Ориген, Иракл Александрийский, Дионисий Александрийский, Пётр Александрийский и Дидим Слепой. Среди учеников школы — Афинагор и Григорий Чудотворец. Некоторые взгляды богословов Огласительного училища были восприняты местными епископами последующих поколений — Афанасием Великим и Кириллом Александрийским.
Например, согласно одному из вариантов понимания христологической формулы Кирилл Александрийский аллегорически понимал единую богочеловеческую природу Христа как воплощение Логоса как Богочеловека (сам аллегорический термин «Богочеловек» также введён представителем этой школы Оригеном), имеющего в одной Личности две сущности: Божественную и человеческую, не исключающие одна другую (Кол. 2:2) (Евр. 10:5—7) (Кол. 1:15—17) (Гал. 4:4, 5) (Евр. 4:15) (2Пет. 1:4).